# فلورين بيتيش
فلورين بيتيش (بالرومانية: Florian Pittiș)‏ (4 أكتوبر 1943-5 أغسطس 2007) هو ممثل ومخرج ومترجم روماني.

## روابط خارجية
- فلورين بيتيش على موقع IMDb (الإنجليزية)
- فلورين بيتيش على موقع ميوزك برينز (الإنجليزية)
- فلورين بيتيش على موقع قاعدة بيانات الأفلام السويدية (السويدية)
- فلورين بيتيش على موقع ديسكوغز (الإنجليزية)
- فلورين بيتيش على موقع كينوبويسك (الروسية)